# C9orf57
C9orf57 (англ. Chromosome 9 open reading frame 57) – білок, який кодується однойменним геном, розташованим у людей на 9-й хромосомі. Довжина поліпептидного ланцюга білка становить 161 амінокислот, а молекулярна маса — 18 115.
| 10         |  | 20         |  | 30         |  | 40         |  | 50         |
| ---------- |  | ---------- |  | ---------- |  | ---------- |  | ---------- |
| MKKIEISGTC |  | LSFHLLFGLE |  | IRMRRIVFAG |  | VILFRLLGVI |  | LFRLLGVILF |
| GRLGDLGTCQ |  | TKPGQYWKEE |  | VHIQDVGGLI |  | CRACNLSLPF |  | HGCLLDLGTC |
| QAEPGQYCKE |  | EVHIQGGIQW |  | YSVKGCTKNT |  | SECFKSTLVK |  | RILQLHELVT |
| THCCNHSLCN |  | F          |  |            |  |            |  |            |

A: Аланін

C: Цистеїн

D: Аспарагінова кислота

E: Глутамінова кислота

F: Фенілаланін

G: Гліцин

H: Гістидин

I: Ізолейцин

K: Лізин

L: Лейцин

M: Метіонін

N: Аспарагін

P: Пролін

Q: Глутамін

R: Аргінін

S: Серин

T: Треонін

V: Валін

W: Триптофан

Задіяний у такому біологічному процесі, як альтернативний сплайсинг. 
Локалізований у мембрані.